# آندری بالکونسکی
آندری نیکلایویچ بالکونسکی (روسی: Андрей Николаевич Болконсий) يک شخصیت داستانی در رمان جنگ و صلح اثر لئو تولستوی است‌، که در سال ۱۸۶۹ منتشر شد.